# Северен (булевард в Пловдив)
„Северен“ е булевард в Пловдив, чието изграждане цели разтоварване на булевардите в централната част на града и формиране на Северната вътрешноградска тангента.
Планът е булевардът да започне от южния бряг на река Марица при мост „Адата“, пресичайки булевард „България“ и „Брезовско шосе“ с кръгови и минавайки под надлеза на булевард „Васил Левски“ да достигне до гара Филипово.
Засега само участъкът от моста на „Адата“ до „Брезовско шосе“ отговаря на условията за булевард.

## План
Изграждането на булевардът ще се осъществи на три етапа:
- Първият етап от проекта включва от моста на „Адата“ до „Брезовско шосе“. Дължината на този участък е 1593 м, а ширината 34.50 м с две платна с по три ленти за движение по 3.50 м, средна разделителна ивица 2 м, тротоари по 4.50 м, двупосочна велоалея с ширина 2.50 м.[1] Този участък е завършен през 2020 г.
- Вторият етап включва от „Брезовско шосе“ до надлеза на булевард „Васил Левски“, където е Харман махала. Този участък е с дължина около 750 м, съществува, но е с габарит 8 м и няма пряка връзка с шосето за Карлово.[1] Там ще се изградят подходи към Карловския надлез.[2]
- Последният етап - до улица „Победа“ - е разширяването на улица „Димитър Стамболов".[1]